# コービー・ディートリック
コービー・ディートリック（Coby Dietrick、1948年7月23日 - ）は、アメリカ合衆国、カリフォルニア州リバーサイド出身の元バスケットボール選手である。ABAおよびNBAでプレーした。

## 経歴
セントルイス・ホークスにドラフト指名を受けたが、プロのキャリアは1970年にメンフィス・プロスに入団しスタートした。2シーズンプレーした後、ダラス/テキサス・チャパラルズで7シーズンプレーし、その間にABAからNBAへと転進し、その後シカゴ・ブルズ、サンアントニオ・スパーズで4シーズンプレーし引退した。

## 成績
ABA、NBAで842試合に出場し、5,140 (6.1 ppg)得点、3,772 (4.5 rpg)リバウンド、1,740 (2.1 apg)アシストの成績を残している。